# Йорті Мокіо
Йорті Мокіо (нід. Jorthy Mokio; нар. 29 лютого 2008, Гент) — бельгійський футболіст, півзахисник нідерландського клубу «Аякс» і збірної Бельгії.

## Клубна кар'єра

### «Гент»
Виступав за юнацьку команду «Мерелбеке», звідки 2020 року перейшов до академії «Гента». 4 жовтня 2023 року дебютував в Юнацькій лізі УЄФА в матчі проти «Базеля», ставши наймолодшим гравцем «Гента», що зіграв у цьому турнірі.
13 березня 2024 року дебютував за «Йонг Гент» в матчі Національного дивізіону 1 проти «Зебра Елітс». 29 березня 2024 року дебютував в основному складі «Гента» в матчі бельгійської Про-ліги проти «Стандарда», замінивши Джордана Торунарігу. Таким чином у віці 16 років став наймолодшим гравцем в історії клубу, перевершивши рекорд Крістофа Снелдерса.

### «Аякс»
24 червня 2024 року на правах вільного агента перейшов в амстердамський «Аякс», підписавши трирічний контракт. 12 серпня 2024 року дебютував за резервну команду клубу в поєдинку Еерстедивізі проти «Йонг ПСВ». 29 серпня 2024 року дебютував в основному складі «Аякса» в матчі кваліфікації Ліги Європи УЄФА проти польської «Ягеллонії», замінивши Кіана Фіц-Джима. 13 вересня в поєдинку Еерстедивізі проти «Камбюра» забив свій перший гол у професіональній кар'єрі.
9 лютого 2025 року в матчі проти сіттардської «Фортуни» дебютував в Ередивізі, вийшовши в стартовому складі. Таким чином у віці 16 років і 346 днів став другим наймолодшим гравцем «Аякса» в Ередивізі після Кларенса Седорфа в березні 1993 року (16 років і 343 дні). 13 лютого в поєдинку Ліги Європи проти бельгійського «Юніона» забив свій перший гол за «Аякс». У віці 16 років і 350 днів став наймолодшим бомбардиром нідерландських клубів у єврокубках, побивши рекорд Адама Магера (17 років і 148 днів), який забив 2010 року за АЗ. 6 квітня 2025 року в матчі проти НАК Бреди відзначився першим м'ячем в Ередивізі. Таким чином став другим наймолодшим бомбардиром клубу в Ередивізі після Седорфа.

## Кар'єра в збірній
Виступав за збірні Бельгії до 15, до 16, до 17 і до 21 року.
14 березня 2025 року вперше викликаний до збірної Бельгії головним тренером Руді Гарсією для участі в матчах плей-оф Ліги націй УЄФА проти збірної України. 20 березня в поєдинку з Україною дебютував за збірну Бельгії, вийшовши на заміну Максіму Де Кейперу. У віці 17 років і 19 днів став п'ятим наймолодшим гравцем в історії збірної.

## Особисте життя
Народився у Бельгії, має конголезьке походження.

## Статистика виступів

### Клубна статистика
Станом на 10 серпня 2025
| Клуб              | Сезон             | Чемпіонат               | Чемпіонат | Чемпіонат | Кубок | Кубок | Єврокубки | Єврокубки | Інші  | Інші | Всього | Всього |
| Клуб              | Сезон             | Дивізіон                | Матчі     | Голи      | Матчі | Голи  | Матчі     | Голи      | Матчі | Голи | Матчі  | Голи   |
| ----------------- | ----------------- | ----------------------- | --------- | --------- | ----- | ----- | --------- | --------- | ----- | ---- | ------ | ------ |
| Йонг Гент         | 2023–24           | Національний дивізіон 1 | 1         | 0         | —     | —     | —         | —         | —     | —    | 1      | 0      |
| Гент              | 2023–24           | Про-ліга                | 4         | 0         | 0     | 0     | 0         | 0         | —     | —    | 4      | 0      |
| Йонг Аякс         | 2024–25           | Еерстедивізі            | 17        | 2         | —     | —     | —         | —         | —     | —    | 17     | 2      |
| Аякс              | 2024–25           | Ередивізі               | 11        | 1         | 0     | 0     | 7         | 1         | —     | —    | 18     | 2      |
| Аякс              | 2025–26           | Ередивізі               | 1         | 0         | 0     | 0     | 0         | 0         | —     | —    | 1      | 0      |
| Аякс              | Всього            | Всього                  | 12        | 1         | 0     | 0     | 7         | 1         | 0     | 0    | 19     | 2      |
| Всього за кар'єру | Всього за кар'єру | Всього за кар'єру       | 33        | 3         | 0     | 0     | 7         | 1         | 0     | 0    | 40     | 4      |

1. ↑  Матчі в Лізі Європи УЄФА

### Міжнародна статистика
Станом на 20 березня 2025 
| Збірна            | Сезон             | Товариські | Товариські | Офіційні | Офіційні | Всього | Всього |
| Збірна            | Сезон             | Матчі      | Голи       | Матчі    | Голи     | Матчі  | Голи   |
| ----------------- | ----------------- | ---------- | ---------- | -------- | -------- | ------ | ------ |
| Бельгія           |                   |            |            |          |          |        |        |
| 2025              | 0                 | 0          | 1          | 0        | 1        | 0      |        |
| Всього за кар'єру | Всього за кар'єру | 0          | 0          | 1        | 0        | 1      | 0      |

### Матчі за збірну
Станом на 20 березня 2025 
| Матчі Йорті Мокіо за збірну Бельгії | Матчі Йорті Мокіо за збірну Бельгії | Матчі Йорті Мокіо за збірну Бельгії | Матчі Йорті Мокіо за збірну Бельгії | Матчі Йорті Мокіо за збірну Бельгії | Матчі Йорті Мокіо за збірну Бельгії | Матчі Йорті Мокіо за збірну Бельгії | Матчі Йорті Мокіо за збірну Бельгії |
| №                                   | Дата                                | Суперник                            | Рахунок                             | Голи                                | Картки                              | Хвилини                             | Змагання                            |
| ----------------------------------- | ----------------------------------- | ----------------------------------- | ----------------------------------- | ----------------------------------- | ----------------------------------- | ----------------------------------- | ----------------------------------- |
| 1                                   | 20 березня 2025                     | Україна                             | 1–3                                 |                                     |                                     | 2'                                  | Ліги націй УЄФА 2024–25 (плей-оф)   |

Всього: 1 матч / 0 голів; 0 перемог, 0 нічиїх, 1 поразка.